# Léon Rudelsheim

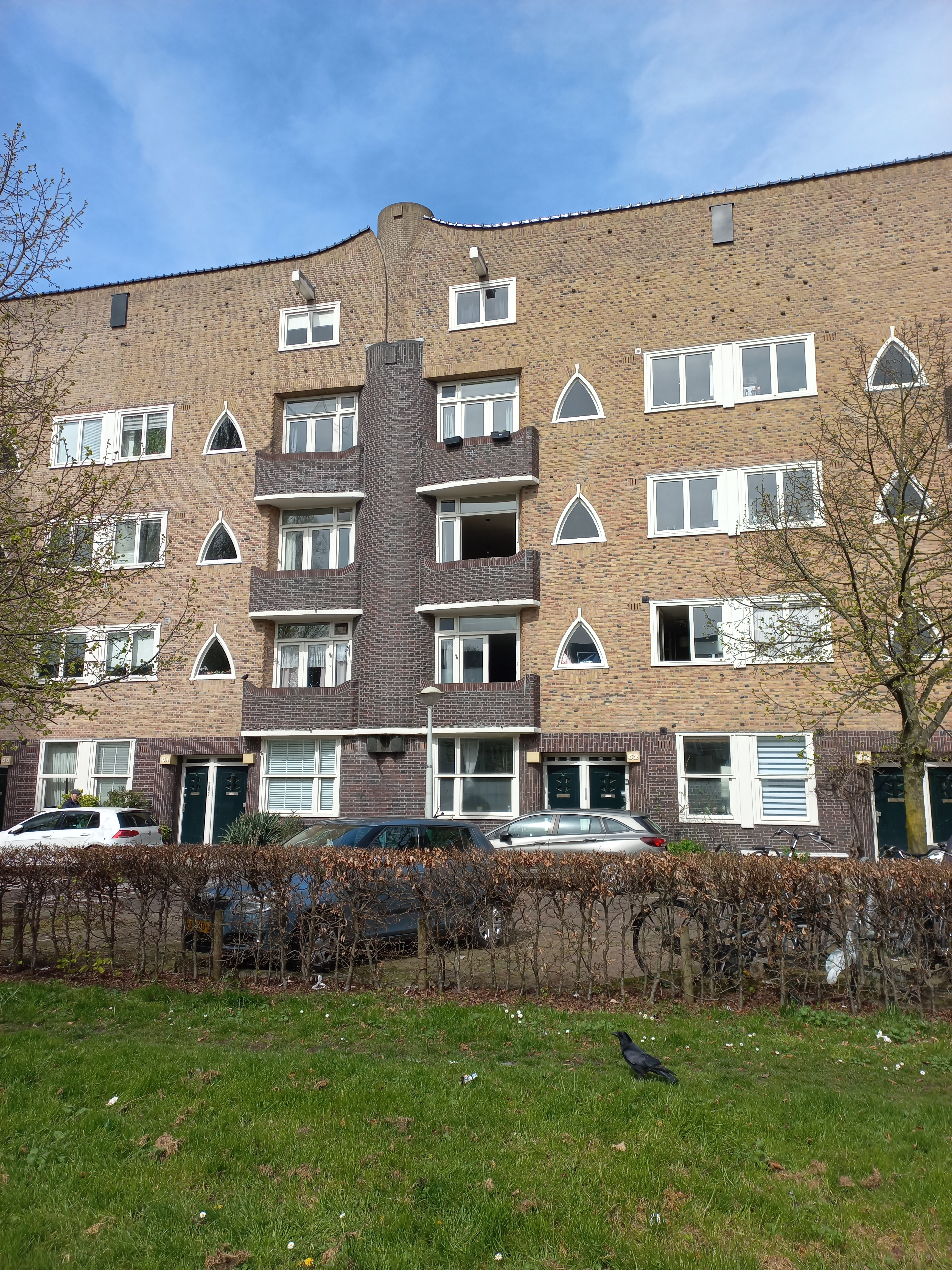
Vrijheidlaan 62-64; Rudelsheim woonde links van het donkere gevelelement. (april 2024)

Lion (Léon) Rudelsheim (Amsterdam, 4 juni 1896 – Amsterdam, 15 april 1956) was een Nederlands violist.
Hij was zoon van Ester Wijnberg en Alexander Rudelsheim, beiden in Amsterdam geboren. Zelf was hij in 1918 en 1919 getrouwd met Schoontje de Vries en vanaf 1927 tot haar overlijden in 1943 in Amsterdam met de Antwerpse Agnes de Corte.
Op 17 maart 1928 wordt uit dit huwelijk de tweeling Alexander Rudelsheim en Isidor Léon Rudelsheim in Kassel geboren.
 Daarna was hij in 1947 nog getrouwd met Jacqueline Maud Mot; in 1953 uitmondend in een echtscheiding. Zoon Martin Rudelsheim (1948) uit het derde huwelijk werd even drummer bij Rob Hoeke, had een advertentiebureau en werd ontdekt door Ivo Niehe; hij werd presentator van TROS-programma De Eerste de Beste en vanaf 1989 Niet te geloven bij RTL.
Hij kreeg zijn vioolopleiding van Heinrich Fiedler en had een Prix d’Excellence op zak. In 1912 stond hij al op het podium bij een liefdadigheidsconcert. Rudelsheim woonde in de periode 1917/1918 in Den Haag en/ofScheveningen. In die periode soleerde hij ook wel tijdens concerten in het Kurhaus aldaar onder dirigent Max Fiedler. Hij speelde ook kamermuziek in de Kleine zaal van het Concertgebouw, bijvoorbeeld met Cato Engbertsen en Marcel van Gool en in de jaren twintig met Max Fiedler en het Koninklijk Concertgebouworkest. Het gezin verhuisde begin jaren dertig naar Kassel, maar kwam in 1932 vermoedelijk op de vlucht voor het Nazi-regime te wonen aan de Vrijheidslaan (toen nog Amstellaan). Hij kon bij terugkomst direct aan de slag als eerste violist (derde stoel) bij het Koninklijk Concertgebouworkest. In 1934 was hij weer actief als solist bij Hans Kindler in het Symphonie espagnole van Edouard Lalo, In 1935 werd hij benoemd tot tweede concertmeester. Hij had in die jaren ook zitting in het Concertgebouw Strijkkwartet. Tussen 1917 en 1939 zou hij dertien keer soleren bij het Concertgebouworkest onder dirigenten Cornelis Dopper, Fiedler, Pierre Monteux, Kindler, Willem Mengelberg en Eduard van Beinum.
In 1941 kwam die loopbaan tot een stop doordat het orkest gesommeerd werd de arisering (ontjoding) door te voeren, hetgeen inhield dat in dit geval Joodse musici niet meer mochten deelnemen aan het culturele en orkestleven. Léon Rudelsheim werd vervolgens met Sam Swaap concertmeester van het Joodsch Symphonie Orkest. Daarna kon hij vanwege Plan-Frederiks enige tijd verblijven in een van de reserveringskampen in Barneveld. Of hij van daaruit toch naar een concentratiekamp is gebracht is niet bekend. Hij wist de oorlog wel te overleven.
Of hij na de Tweede Wereldoorlog nog terugkeerde bij het orkest is onbekend; zijn archiefkaart meldt dat hij ook enige tijd diamantbewerker was.
Leon Rudelsheim kwam in 1983 in het nieuws toen een geschilderd portret van zijn vader opdook en zijn zoon Martin werd gebeld.
In 2020 werd zijn naam opgenomen in het Gedenkteken Joodse Musici in het Concertgebouw; een postuum eerbetoon van het orkest aan de tijdens de arisering ontslagen orkestleden.